# لورانزاچیو

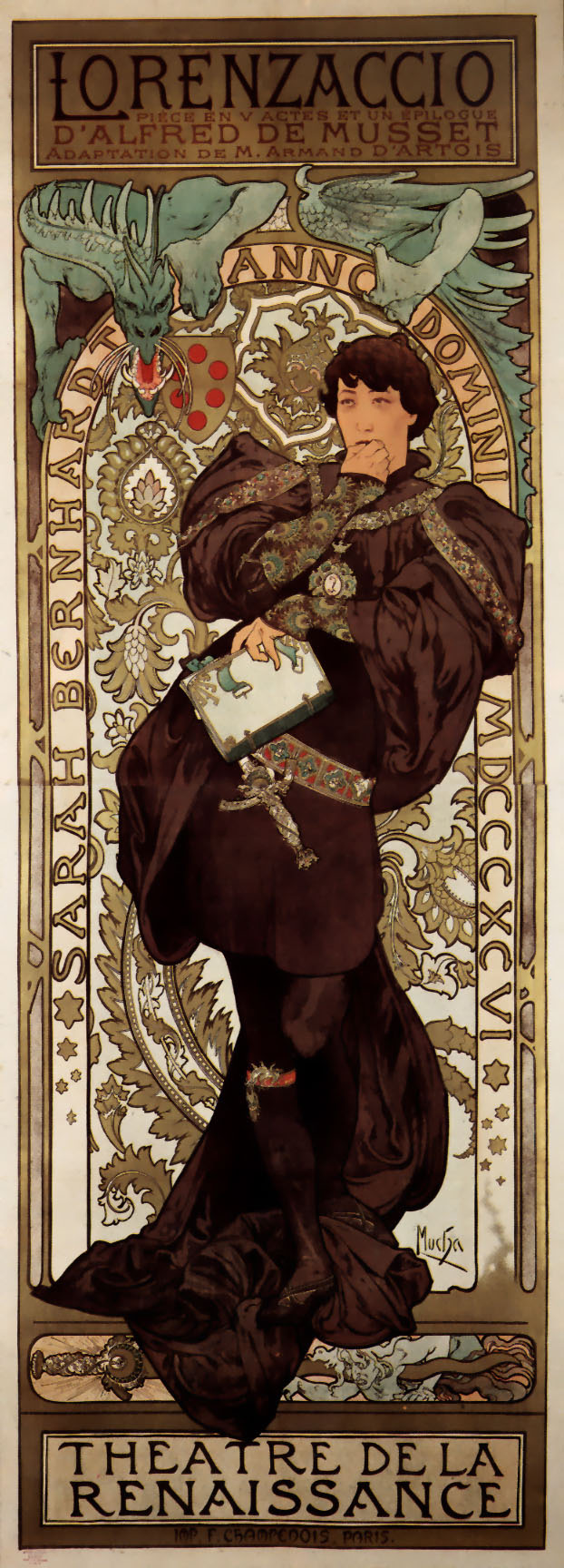
لورانزاچیو

لورانزاچیو (به فرانسوی: Lorenzaccio) درامی رمانتیک در پنج صحنه است که آلفرد دو موسه، شاعر و نمایشنامه‌نویس فرانسوی قرن نوزدهم آن را در سال ۱۸۳۴ نوشته‌است.
این نمایشنامه توسط مینا شریفی در سال ۱۴۰۰ به زبان فارسی ترجمه شده است.

## نقد
این نمایشنامه را می‌توان شاهکار نمایشی موسه دانست.
موسه از این نمایشنامه که «یگانه نمایشنامه به شیوه شکسپیر در فهرست آثار نمایشی ما است» رمانتیک‌ترین درام‌ها، به همان معنا که مورد نظر استاندال است، ساخته‌است؛ یعنی: «یک درام تاریخی» که در ضمن روی دادن حادثه‌های آن به قطعه‌هایی بخش شده‌است.